# Wishmaster
Wishmaster è il terzo album in studio del gruppo musicale finlandese Nightwish, pubblicato il 29 maggio 2000 dalla Spinefarm Records.
Il disco è ispirato al ciclo di opere fantasy Le cronache di Dragonlance.

## Tracce
Edizione standard
Testi di Tuomas Holopainen, musiche di Tuomas Holopainen, eccetto dove è indicato.
1. She Is My Sin – 4:46
2. The Kinslayer (feat. Ike Vil) – 3:58
3. Come Cover Me – 4:34 (musica: Tuomas Holopainen, Emppu Vuorinen)
4. Wanderlust – 4:50
5. Two for Tragedy – 3:50
6. Wishmaster – 4:24
7. Bare Grace Misery – 3:41 (musica: Tuomas Holopainen, Emppu Vuorinen)
8. Crownless – 4:28 (musica: Tuomas Holopainen, Emppu Vuorinen)
9. Deep Silent Complete – 3:57
10. Dead Boy's Poem (feat. Sam Hardwick) – 6:47
11. FantasMic – 8:17

Edizione limitata
1. Sleepwalker – 2:55

## Formazione
Gruppo
- Tarja Turunen – voce
- Erno "Emppu" Vuorinen – chitarra
- Tuomas Holopainen – pianoforte, tastiera
- Sami Vänskä – basso
- Jukka Nevalainen – batteria, percussioni

Altri musicisti
- Ike Vil – spoken word in The Kinslayer
- Sam Hardwick – spoken word in Dead Boy's Poem
- Esa Lehtinen – flauto
- Ville Laaksonen, Matias Kaila, Kimmo Kallio, Riku Salminen, Anssi Honkanen & V. Laaksonen – cori